# Martina Ritter
Martina Ritter (ur. 23 września 1982 w Linzu) – austriacka kolarka szosowa, uczestniczka igrzysk olimpijskich w Rio de Janeiro. Mistrzyni kraju w wyścigu drogowym z lat 2015 i 2017.

## Igrzyska olimpijskie
Wzięła udział w wyścigu ze startu wspólnego na igrzyskach w 2016 roku. Zajęła w nim 46. pozycję, uzyskując czas 4:02:07.